# Gniezno Winiary
Gniezno Winiary – stacja kolejowa w Gnieźnie w dzielnicy Winiary, w województwie wielkopolskim w Polsce. Jedna z trzech stacji w mieście (Gniezno, Gniezno Winiary i Gniezno Wąskotorowe). Stacja wybudowana w roku 1894 na terenie wsi Winiary. Po przyłączeniu wsi do miasta Gniezna została przemianowana na Gniezno Winiary. Przy stacji znajduje się niewielki dworzec kolejowy, z nieczynną obecnie poczekalnią, górną częścią wykorzystywaną jako mieszkanie oraz dawnymi pomieszczeniami użytkowymi. Swojej funkcji nie zmieniło tylko pomieszczenie z nastawnią. Od stacji odchodzą linie jednotorowe niezelektryfikowane w kierunku Gniezna, Sławy Wielkopolskiej i Nakła nad Notecią.

## Ruch kolejowy
Obecnie stacja wykorzystywana jest tylko w ruchu towarowym w kierunku Nakła, Sławy Wielkopolskiej oraz jako stacja docelowa dla pociągów towarowych o znaczeniu regionalnym.

## Ruch towarowy
W kierunku Nakła odbywają się kursy pociągów towarowych z Wrocławia do Gdańska, przewożące silniki okrętowe.
Od listopada 2007 roku, po 7 latach przerwy, przywrócono ruch na linii Gniezno - Sława Wielkopolska. Po podpisaniu porozumienia przez Polskie Linie Kolejowe i Operatora Logistycznego Paliw Płynnych sp. z.o.o. w Płocku przywrócona ona została do życia dla ruchu towarowego do stacji Stawiany, skąd pociągi przewożące paliwo udają się do zbiorników w Rejowcu. Do czasu planowanego uruchomienia trasy trwał remont linii, obejmujący m.in. usunięcie drzew i krzewów oraz udrożnienie przejazdów kolejowo-drogowych wraz z ich oznakowaniem. Fragmentami trzeba było uzupełnić brakujące szyny. Obecnie składy towarowe kursują około 4 razy dziennie w obie strony.

## Ruch pasażerski
Ostatni pociąg pasażerski w kierunku Sławy Wielkopolskiej odjechał w grudniu 1995 roku, a do Nakła w 2000 roku. Przywrócenie ruchu pasażerskiego na tej linii jest jeszcze w dalekich planach.